# 김영훈 (성우)
김영훈(1959년 8월 17일 ~ )은 대한민국의 성우이다. 1985년 MBC 10기 공채 성우로 데뷔하였다.

## 출연작품

### 애니메이션
- 은하철도 999(MBC) - 브래드
- X사건 미녀탐정(투니버스) - 노인
- 로봇수사대 K-캅스(MBC) - 세라 남동생, 섀도우 Z
- 미래영웅 아이언리거(SBS) - 덩크맨, 파이터 스피릿
- 소년기사 라무(MBC) - 더사이더
- 시간탐험대(MBC) - 돈데크만
- 신비한 바다의 나디아(MBC) - 페이트
- 타이의 대모험(SBS) - 포프
- 피구왕 통키(SBS) - 태백산, 통키 아빠(태풍)
- 웨딩피치(투니버스 구더빙판) - 리모네, 피치 아빠
- 은하탐정 케인(SBS)
- 철인 28호 FX(MBC)
- 천하무적 오보트(SBS)
- 요술공주 밍키(SBS) - 아네스 왕자
- 은하영웅 사이버트론(SBS) - 패트롤
- 마하 고고(SBS)
- 이상한 나라의 폴(SBS)
- 요술고양이 펠릭스(SBS)
- 오스카 오케스트라(투니버스) - 오스카
- 마르코 폴로의 모험(MBC)
- 우주용사 다이노서(MBC)
- 보츠마스터(MBC)
- 초인 로크 - 신세기 블루스(투니버스) - 로크
- 우주 손오공(불교TV) - 사오정
- 몽키특공대(VIDEO)
- 루팡 3세(투니버스)
- 몬스터(투니버스) - 남자
- 아기공룡 둘리 - 얼음별 대모험(KBS) - 공날이
- 용하다 용해, 무대리(VIDEO) - 왕 대리
- 로빈 훗의 모험(MBC)
- 달려라 또뽀(MBC)

### 외화
- 해리포터와 마법사의 돌(SBS) - 피렌체(레이 피어런)
- 탱고(SBS)
- 블레이드(SBS)
- 대부 3(SBS) - 조니(알 마르티노) / 알(리처드 브라이트) / 손님(리차드 호니그만)
- 세상에서 가장 슬픈 유혹(SBS)
- 슈퍼맨(SBS) - 지미 (마크 매클루어)
- 오즈 탐험대(SBS) - 브란디
- 거북이도 난다(SBS) - 마을 사람
- 미스틱 리버(SBS) - 숀의 아버지(마일스 허터)
- 투 윅스 노티스(SBS) - 하워드 웨이드 (데이비드 헤이그)
- 동굴속의 비밀(SBS) - 마르셀
- 이연걸의 흑협(SBS)
- 희극지왕(SBS)
- 디어 헌터(MBC)
- 신 영웅본색(SBS)
- 장지웅심(SBS)
- 용적심(SBS)
- 에이틴 어게인(SBS) - 바렛(폴리 쇼어)
- 니키타(SBS)
- 더티 댄싱(SBS) - 빌리(닐 존스)
- 애니 기븐 선데이(SBS) - 닉 크로저 (에런 엑하트)
- 남과 여 : 20년 후(SBS) - 파트리크
- 지 아이 제인(SBS)
- 퍼펙트 스톰(SBS) - 벅시 (존 호키스)
- 매드 맥스 2(SBS) - 주민(데이빗 슬링스비) / 정비공(스티브 J. 스피어스)
- 왓 라이즈 비니스(SBS)
- 히 갓 게임(SBS)
- 이퀼리브리엄(SBS) - 요원(더크 마르텐스)
- 임포스터(SBS)
- 에어 포스 원(SBS)
- 체인 리액션(SBS)
- 미스 에이전트(SBS) - 해리스(켄 토마스) / 경비원(지미 그레이엄)
- 솔저(SBS)
- 라인 스톤(SBS)
- 매그놀리아(SBS)
- 살인 표적(SBS)
- 위대한 사랑(SBS)
- 축복의 조건(SBS) - 찰리
- 방세옥 2(SBS) - 진가락의 제자
- 화성침공(SBS)
- 필라델피아 익스페리먼트 2(SBS)
- 레옹(SBS) - 레옹의 택시 운전 기사(스튜어트 루딘) / 의뢰인(로버트 라사르도)
- 링(SBS)
- 키스 오브 드래곤(SBS)
- 슬리핑 딕셔너리(SBS)
- 슈퍼맨 3(SBS)
- 제이슨 X(SBS) - 크릿챠, 아즈라엘, 웨이랜더(더윈 조던)
- 분노의 목격자(SBS)
- 애스터로이드(SBS)
- 어비스(SBS)
- 스피어(SBS) - 해군 승무원(버나드 호케)
- 황비홍(SBS)
- 스페셜 유닛(iTV)
- 폴리스 아카데미(MBC)
- 세 가지 색 블루(SBS)
- 아메리칸 코만도(SBS)
- 5번가의 비명(MBC) - 살(칼 카포토토)
- 피아노(SBS)
- 인터폴 특명(SBS) - 니부(럭키 사벤쿠)
- 수호전지 영웅본색(SBS)- 임총의 제자(류칭원)
- 리썰 웨폰 4(SBS) - 엔지(칼빈 정) / 고화승의 형(이원패)
- 영웅본색 2(SBS) - 고영배의 부하(임총)
- 더티 해리 4 - 써든 임팩트(MBC)
- 스나이퍼(MBC) - 파피치(에이든 영)
- 하이랜더 2(SBS) - 방송 앵커(테오도르 맥나브니)
- 데몰리션 맨(SBS) - 어원(롭 슈나이더)
- 누가 로저 래빗을 모함했나(MBC) - 형사(레스 콘레드)
- 용형마교(SBS) - 양대인의 아들(권영문)
- 언제나 마음은 태양(MBC) - 포터(크리스 치텔)
- 레비아탄(MBC) - 컴퓨터 음성
- 레미제라블(SBS) - 앙졸라(에르베 푸릭)
- 람보(SBS) - 미치(데이비드 카루소)
- 로보캅 2(SBS) - 솅크(존 둘리틀)
- 위 워 솔저스(SBS) - 어니(라이언 허스트)

### 특촬물
- 지오레인저(SBS) - 아담(그린)
- 수호전사 맥스맨(MBC)

### 게임
- 파랜드택틱스 3(파랜드오딧세이 1) - 잔
- 용기전승 2 - 겔프 볼케
- 용기전승 플러스 - 버슈어
- 몬스터나라 판타리아 - 다칸/피닉스/그랜틀
- 오! 나의 여신님이여 - 신/류 선배/미야 선배
- 무인도 이야기 R - 히로키

## 같이 보기
- 문화방송 성우극회